# Tennis op de Olympische Zomerspelen 2016
Tennis is een van de olympische sporten die beoefend werden tijdens de Olympische Zomerspelen 2016 in Rio de Janeiro.
Tennis op de Olympische Zomerspelen omvat voor de tweede keer sinds de Spelen van 1924 vijf onderdelen. De vijf toernooien vonden van 6 tot en met 14 augustus 2016 plaats op de trage hardcourt-banen van het Centro Olímpico de Tênis van Rio de Janeiro.

## Wedstrijden

### Opzet
- Een wedstrijd omvat maximaal drie sets, behalve de enkelspelfinale bij de mannen (maximaal vijf sets) en de wedstrijden van het gemengd dubbelspeltoernooi (match-tiebreak tot 10, indien beide teams een set gewonnen hebben). In de beslissende set van het enkel- en dubbelspel wordt een tiebreak gespeeld, in plaats van het winnen met 'twee games verschil'. Deze wijziging is ingegaan sinds de Olympische Spelen van 2016 om 'marathon-wedstrijden' te voorkomen.[2]
- De twee verliezers uit de halve finales spelen tegen elkaar om het brons.
- In tegenstelling tot de normale tennistoernooien is er geen prijzengeld te verdienen.
- Er zijn in tegenstelling tot voorgaande edities, geen punten te verdienen voor de wereldranglijsten van de ATP en WTA.

### Kwalificatie
Aan het tennistoernooi mogen per land maximaal zes mannen en zes vrouwen deelnemen, vier in het enkelspel en twee in de dubbelspelen.

## Toernooikalender
| Rio de Janeiro     | augustus 2016 | augustus 2016 | augustus 2016 | augustus 2016 | augustus 2016 | augustus 2016 | augustus 2016 | augustus 2016            | augustus 2016            | augustus 2016 |
| Rio de Janeiro     | zat 6         | zon 7         | maa 8         | din 9         | din 9         | woe 10        | don 11        | vrĳ 12                   | zat 13                   | zon 14        |
| ------------------ | ------------- | ------------- | ------------- | ------------- | ------------- | ------------- | ------------- | ------------------------ | ------------------------ | ------------- |
| vrouwenenkelspel   | 1e ronde      | 1e ronde      | 2e ronde      | 3e ronde      | 3e ronde      | kwartfinale   | halve finale  |                          | bronzen en gouden finale |               |
| vrouwendubbelspel  | 1e ronde      | 1e ronde      | 2e ronde      | 2e ronde      | kwartfinale   | kwartfinale   | halve finale  |                          | bronzen finale           | gouden finale |
| mannenenkelspel    | 1e ronde      | 1e ronde      | 2e ronde      | 2e ronde      | 2e ronde      | 3e ronde      | kwartfinale   | halve finale             | bronzen finale           | gouden finale |
| mannendubbelspel   | 1e ronde      | 1e ronde      | 2e ronde      | kwartfinale   | kwartfinale   | halve finale  |               | bronzen en gouden finale |                          |               |
| gemengd dubbelspel |               |               |               |               |               | 1e ronde      | 2e ronde      | halve finale             | bronzen finale           | gouden finale |

## Medailles

### Medaillewinnaars
| Onderdeel          | Goud | Goud                               | Zilver | Zilver                          | Brons | Brons                           |
| ------------------ | ---- | ---------------------------------- | ------ | ------------------------------- | ----- | ------------------------------- |
| Mannenenkelspel    | GBR  | Andy Murray                        | ARG    | Juan Martín del Potro           | JPN   | Kei Nishikori                   |
| Mannendubbelspel   | ESP  | Marc López Rafael Nadal            | ROU    | Florin Mergea Horia Tecău       | USA   | Steve Johnson Jack Sock         |
| Vrouwenenkelspel   | PUR  | Mónica Puig                        | GER    | Angelique Kerber                | CZE   | Petra Kvitová                   |
| Vrouwendubbelspel  | RUS  | Jekaterina Makarova Jelena Vesnina | SUI    | Timea Bacsinszky Martina Hingis | CZE   | Lucie Šafářová Barbora Strýcová |
| Gemengd dubbelspel | USA  | Bethanie Mattek-Sands Jack Sock    | USA    | Venus Williams Rajeev Ram       | CZE   | Lucie Hradecká Radek Štěpánek   |

### Medaillespiegel
| Plaats | Land             | NOC    | Goud | Zilver | Brons | Totaal |
| ------ | ---------------- | ------ | ---- | ------ | ----- | ------ |
| 1      | Verenigde Staten | USA    | 1    | 1      | 1     | 3      |
| 2      | Spanje           | ESP    | 1    | 0      | 0     | 1      |
| 2      | Groot-Brittannië | GBR    | 1    | 0      | 0     | 1      |
| 2      | Puerto Rico      | PUR    | 1    | 0      | 0     | 1      |
| 2      | Rusland          | RUS    | 1    | 0      | 0     | 1      |
| 6      | Argentinië       | ARG    | 0    | 1      | 0     | 1      |
| 6      | Duitsland        | GER    | 0    | 1      | 0     | 1      |
| 6      | Roemenië         | ROU    | 0    | 1      | 0     | 1      |
| 6      | Zwitserland      | SUI    | 0    | 1      | 0     | 1      |
| 10     | Tsjechië         | CZE    | 0    | 0      | 3     | 3      |
| 11     | Japan            | JPN    | 0    | 0      | 1     | 1      |
| Totaal | Totaal           | Totaal | 5    | 5      | 5     | 15     |